# Wanda Capodaglio
Wanda Capodaglio (* 1. Januar 1889 in Asti; † 30. August 1980 in Castelfranco di Sopra) war eine italienische Schauspielerin.

## Leben
Capodaglio wurde in eine Künstlerfamilie hinein geboren; fünf Brüder, darunter als wohl bekanntester Ruggero, der spätere Ehemann von Anna Gramatica, waren ebenso Schauspieler wie ihre Eltern, Tullio und Ida Secorini. Bereits als Kind stand sie auf der Bühne – erstmals im „Teatro Valle“ in Rom. 1905 unterschrieb sie einen Vertrag im Rollenfach „Geliebte und Nebendarstellerin“ bei der „Compagnia Picello“, die von Enrico Paladini geleitet wurde. Drei Spielzeiten später wurde die recht kleine, mit ungewöhnlichen Gesichtszügen ausgestattete und dramatisch hochbegabte Capodaglio erste Dame bei Paladini-Gina Favre, dann im Ensemble von Irma Gramatica. Weitere, jährlich wechselnde Stationen als junge Hauptdarstellerin folgten: bei den Komödianten Rodolfi-Nipoti-Spani, bei Luigi Zoncada-isa Severi, Antonio Gandusio-Lyda Borelli-Ugo Piperno (zwei Jahre), beim Ensemble um Ruggero Ruggeri (ebenfalls zwei Jahre) und 1918 wieder bei Irma Gramatica.
Es folgte der Höhepunkt ihrer Bühnenkarriere: vier Jahre lang war Capodaglio die unbestrittene erste Dame im Ensemble mit Uberto Palmarini, bevor sie 1924 zu Virgilio Talli-Romano Calò-Enrico Olivieri wechselte und im Jahr darauf mit Marcello Gordia ihre eigene Theatergruppe gründete, mit der sie u. a. Stücke von Luigi Pirandello, Nikolai N. Ewreinow und Ferenc Molnár aufführte. In den 1930er Jahren spielte sie neben Alexander Moissi und legte dann eine Pause ihrer aktiven Laufbahn ein. 1937 feierte sie ein triumphale Rückkehr auf die Bühne mit der „Compagnia Nazionale“ neben Annibale Betrone, Luigi Carini und ihrem Ehemann (seit 1919) Pio Campa. Von 1939 an lehrte sie viele Jahre Schauspiel an der Accademia nazionale d’arte drammatica und kam so mit vielen späteren Stars des italienischen Films und der Bühne in Kontakt.
Nach ersten Erfahrungen beim Stummfilm in Werken Carmine Gallones Mitte der 1910er Jahre war Capodaglio erst ab Beginn des Zweiten Weltkriegs, und auch hier nur in überschaubarer Anzahl, auf der Leinwand zu sehen, wobei sie im Charakterfach als vornehme Dame, autoritäre Marquise (Eifersucht, 1942) oder ältere Frau (Chronik armer Liebesleute, 1954) zu finden war. Ab Mitte der 1950er Jahre war sie bis zu ihrer Ruhesetzung Ende der 1960er Jahre auch für Fernseharbeiten gewonnen worden.

## Filmografie (Auswahl)
- 1914: La donna nuda
- 1915: La marcia nuziale
- 1939: Piccolo hotel
- 1942: Eifersucht (Gelosia)
- 1946: Verschwörung gegen Tod und Hölle (Amanti in fuga)
- 1954: Chronik armer Liebesleute (Cronache di poveri amanti)
- 1969: To', è morto la nonna!